# Marmer

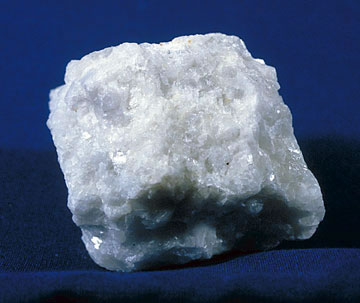
een onbewerkt stukje marmer

Marmer (Oudgrieks: μάρμαρος, marmaros) is gemetamorfoseerd kalksteen, bestaande uit zeer puur calciumcarbonaat. De verschillende marmersoorten hebben dichtheden die tussen de 2500 en 2800 kg/m3 liggen. Vanwege zijn prachtige, bijna transparante lichtval, vastheid, relatieve isotropie en homogeniteit is marmer zeer gewild als bouwmateriaal en in de beeldhouwkunst, hoewel het een vrij harde steen is om handmatig te bewerken. De temperaturen en drukken die nodig zijn om kalksteen om te vormen tot marmer zijn dermate hoog dat eventueel in de kalksteen aanwezige fossielen vernietigd worden.
Soorten marmer (genoemd naar de plaats waar het gewonnen wordt):
- Carrara (Italië); erg geschikt voor beeldhouwkunst
- Pentelikon (Griekenland)
- Paros (Grieks eiland)
- Proconnesus (Turkije)
- Belgisch marmer

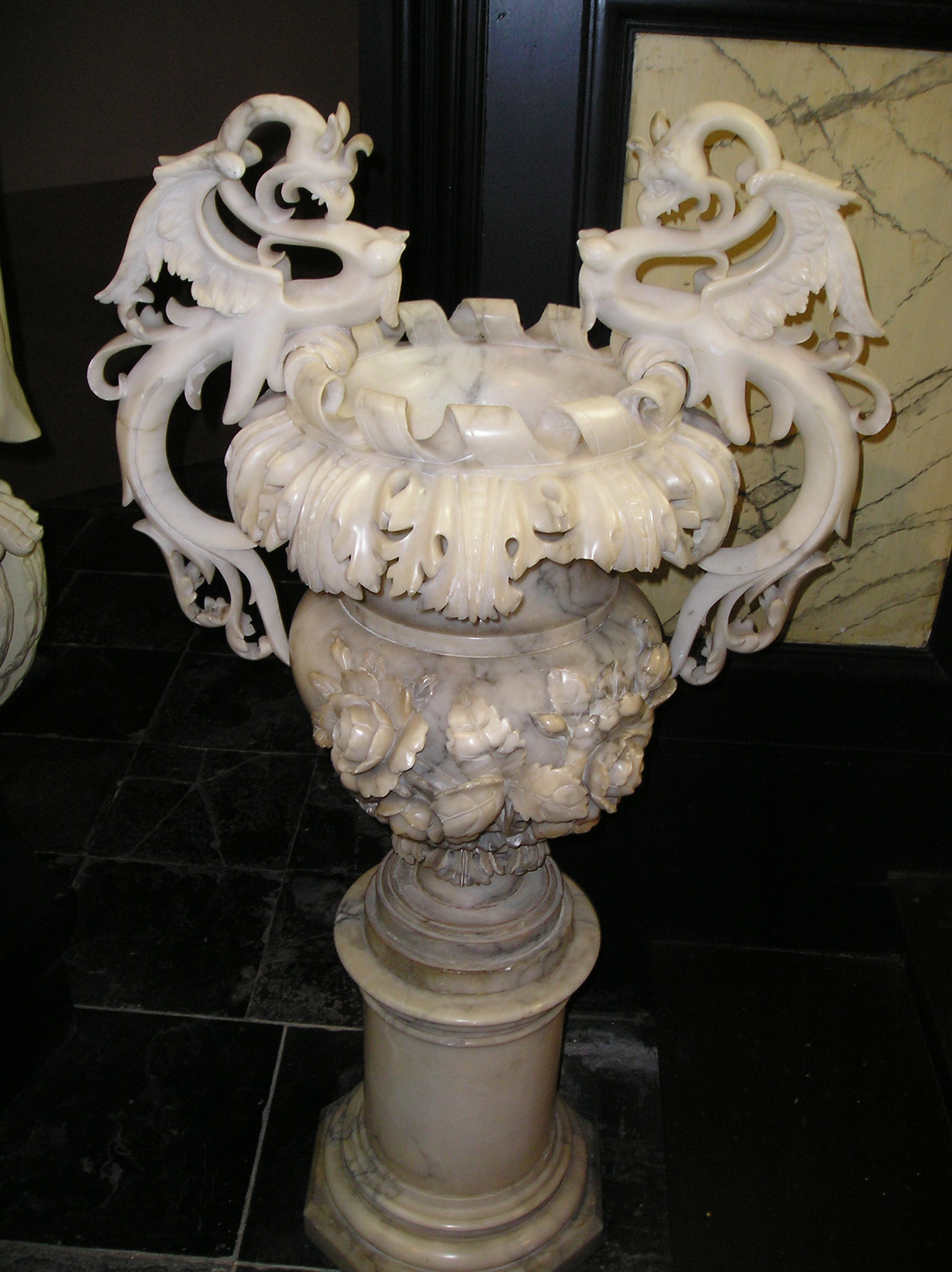
Marmer uit Italië

Sinds de klassieke oudheid wordt wit marmer gebruikt in de beeldhouwkunst. Zowel Griekse als Romeinse beeldhouwers hadden een voorkeur voor dit materiaal, onder meer omdat het licht enkele millimeters in de steen doordringt.
In de bouwwereld wordt de term marmer ook wel gebruikt voor andere bruikbare kalkachtige en niet kalkachtige steensoorten. Het woord "marmer" komt van het Griekse woord marmaros (μάρμαρος) dat "glanzende steen" betekent.
Marmer is een kostbare bouwsteen. Daarom worden er soms geschilderde namaakmarmerpatronen aangebracht op hout, dit wordt marmeren genoemd. Ook het aanbrengen van marmerachtige motieven met waterverf op papier staat als marmeren bekend.
In de folklore wordt marmer geassocieerd met het dierenriemteken Tweelingen. Egaal wit marmer geldt als een teken van puurheid en onsterfelijkheid en van succes met studie.

## Kleuren
Marmer kent verschillende kleuren, variërend van grijs, tot roze en wit. Zwart marmer is echter geen marmer, maar een zwarte natuursteen.